# Parada Tanaka
A Parada Tanaka é uma parada ferroviária da Estrada de Ferro Campos do Jordão (EFCJ). Foi inaugurada em 1946 e atualmente encontra-se sem uso.
Localiza-se no município de Santo Antônio do Pinhal.

## História
Essa parada foi inaugurada em 1946, sendo uma pequena casa com uma plataforma à sua frente, para atender à colônia japonesa que existe nas proximidades, assim como a Parada Renópolis. Seu nome é em homenagem a um dos colonos mais antigos que moravam na região no momento de sua construção.